# Phare d'Howards Cove
Le phare d'Howards Cove (en anglais : West Point Lighthouse) est un phare actif qui est situé au port de pêche d'Howards Cove, dans le Comté de Prince (Province de l'Île-du-Prince-Édouard), au Canada. 
Ce phare est géré par la Garde côtière canadienne .

## Histoire
Une lumière a été établ sur ce lieu en 1960. Le phare actuel a été construit en 1978. 
Le phare d'Howards Cove est l’un des plus petits phares de l’Île. Il n'est en service que d’avril à décembre. Placé sur la falaise au dessus du port, il guide les navires vers celui-ci et l’usine de transformation de poisson.

## Description
Le phare est une petite tour pyramidale blanche, à claire-voie, en bois de 6 m de haut, avec galerie et lanterne carrée rouge.  Il émet, à une hauteur focale de 14 m, un feu isophase un éclat blanc toutes les 6 secondes. Sa portée nominale est de 15 milles nautiques (environ 28 km).
Identifiant : ARLHS : CAN-232 - Amirauté : H-1068.1 - NGA : 8380 - CCG : 1032 .

## Caractéristique duFeu maritime
Fréquence : 6 secondes (W)
- Lumière : 2 secondes
- Obscurité : 4 secondes

### Lien connexe
- Liste des phares de l'Île-du-Prince-Édouard